# NGC 645
NGC 645 é uma galáxia espiral barrada (SBb) localizada na direcção da constelação de Pisces. Possui uma declinação de +05° 43' 34" e uma ascensão recta de 1 horas, 40 minutos e 08,8 segundos.
A galáxia NGC 645 foi descoberta em 27 de Outubro de 1864 por Albert Marth.